# Dietrich von Engelhardt
Dietrich Baron von Engelhardt (* 5. Mai 1941 in Göttingen; † 14. Januar 2025) war ein deutscher Wissenschafts- und Medizinhistoriker. Er war Direktor des Instituts für Medizingeschichte und Wissenschaftsforschung der Universität Lübeck. 

## Leben
Dietrich von Engelhardt war der Sohn des Mineralogen und Geologen Wolf von Engelhardt. Dietrich von Engelhardt studierte von 1961 bis 1968 Philosophie, Geschichte und Slawistik an der Universität Tübingen, der Ludwig-Maximilians-Universität München und der Universität Heidelberg, an der er 1969 in Philosophie promoviert wurde. Anschließend folgte eine Ausbildung in Kriminologie und Kriminaltherapie. 1971 wurde er bei Heinrich Schipperges Assistent am Institut für Geschichte der Medizin der Universität Heidelberg, an der er sich 1976 habilitierte und Professor wurde. Von 1983 bis 2007 war er Professor für Geschichte der Medizin und Allgemeine Wissenschaftsgeschichte an der Universität Lübeck und von 1993 bis 1996 Prorektor der Universität Lübeck. Er wirkte unter anderem bei der Deutschen Biographischen Enzyklopädie von Walther Killy und Rudolf Vierhaus mit. 
Von 1998 bis 2002 war er kommissarischer Leiter des Instituts für Geschichte und Ethik der Medizin der TU München.
1995 wurde er zum Mitglied der Deutschen Akademie der Naturforscher Leopoldina gewählt. Von 2001 bis 2010 war er Präsident der Akademie für Ethik in der Medizin und von 2008 bis 2011 Vizepräsident des Landeskomitees für Ethik in Südtirol. 2010 wurde er Mitglied der Akademie gemeinnütziger Wissenschaften zu Erfurt. Für 2014 wurde ihm der Preis der Dr. Margrit Egnér-Stiftung zugesprochen. 2016 erhielt er die Alexander von Humboldt-Medaille der Gesellschaft Deutscher Naturforscher und Ärzte (GDNÄ).
Zu seinen Doktoranden gehörte die Neurowissenschaftlerin Hannah Monyer.
Seine Frau war Ulrike von Engelhardt (geborene Aschoff), Tochter des Mediziners und Verhaltensphysiologen Jürgen Aschoff. Gemeinsam hatten sie fünf Kinder. Engelhardt starb am 14. Januar 2025.

## Veröffentlichungen (Auswahl)
- Hegel und die Chemie. Studie zur Philosophie und Wissenschaft der Natur um 1800. Guido Pressler Verlag, Hürtgenwald 1976.
- Medizin und Literatur in der Neuzeit – Perspektiven und Aspekte. In: Deutsche Vierteljahrsschrift für Literaturwissenschaft und Geistesgeschichte, 1978, Band 52, S. 351–380.
- Historisches Bewusstsein in der Naturwissenschaft: von der Aufklärung bis zum Positivismus. Orbis academicus, Karl Alber Verlag, Freiburg 1979.
- mit Heinrich Schipperges: Die inneren Verbindungen zwischen Philosophie und Medizin im 20. Jahrhundert. Wissenschaftliche Buchgesellschaft, Darmstadt 1980.
- Arzt und Patient in der Literatur. In: Heidelberger Jahrbücher. Band 25, 1981, S. 147–164.
- Kausalität und Konditionalität in der modernen Medizin. In: Heinrich Schipperges (Hrsg.): Pathogenese. Grundzüge und Perspektiven einer Theoretischen Pathologie. Berlin / Heidelberg / New York / Tokyo 1985, S. 32–58.
- Der Umgang des Kranken mit der Krankheit im Medium der Literatur. In: Helmut Piechowiak (Hrsg.): Ethische Probleme der modernen Medizin. Mainz 1985, S. 158–175.
- Psychische Krankheit in der Literatur der Neuzeit. In: Jahrbuch des Instituts für Geschichte der Medizin der Robert Bosch Stiftung. Band 4, 1985, S. 23–40.
- Darstellung und Deutung der Lepra in der neueren Literatur. In: Jörn Henning Wolf (Hrsg.): Aussatz, Lepra, Hansen-Krankheit. Ein Menschheitsproblem im Wandel. Teil II: Aufsätze. Würzburg 1986, ISBN 3-926454-00-8, S. 309–320 (= Kataloge des Deutschen medizinhistorischen Museums, Beiheft 1).
- Mit der Krankheit leben. Grundlagen und Perspektiven der Copingstruktur des Patienten. Verlag für Medizin, E. Fischer, Heidelberg, 1986.
- als Hrsg.: Ethik im Alltag der Medizin: Spektrum der medizinischen Disziplinen. Springer Verlag, Berlin, 1989.
- als Hrsg.: Diabetes in Medizin- und Kulturgeschichte: Grundzüge, Texte und Bibliographie. Berlin / Heidelberg / New York 1989.
- als Hrsg. mit Fritz Hartmann: Klassiker der Medizin. 2 Bände. München 1991.
- Medizinethik aus der Sicht der Medizingeschichte. In: Schweiz. Rundschau Med. (Praxis), 1993, Band 82, S. 696–702.
- Thomas Mann und die Wissenschaften, Lübeck 1999.
- Krankheit, Schmerz und Lebenskunst: Eine Kulturgeschichte der Körpererfahrung. C.H. Beck Verlag, München, 1999.
- Medizin in der Literatur der Neuzeit. Band 1–2. Guido Pressler Verlag, Hürtgenwald, 1991/2000.
- Paracelsus im Urteil der Naturwissenschaften und Medizin des 18. und 19. Jahrhunderts. Darstellung, Quellen, Forschungsliteratur. Deutsche Akademie der Naturforscher Leopoldina, Halle (Saale). Barth Verlag, Heidelberg 2001.
- als Hrsg.: Biographische Enzyklopädie deutschsprachiger Mediziner. 2 Bände. München 2002.
- als Hrsg.: Biographische Enzyklopädie deutschsprachiger Naturwissenschaftler. 2 Bände. München 2003.
- als Hrsg. mit Hans Wißkirchen (Hrsg.): „Der Zauberberg“, die Welt der Wissenschaften in Thomas Manns Roman. Stuttgart / New York 2003.
- als Hrsg. mit Rainer Wild: Geschmackskulturen. Vom Dialog der Sinne beim Essen und Trinken. Campus-Verlag, Frankfurt am Main / New York 2005, ISBN 3-593-37727-6.
- Deutsch-Italienische Wissenschaftsbeziehungen im 18. und 19. Jahrhundert. Strukturen und Dimensionen. In: Ingrid Kästner (Hrsg.): Wissenschaftskommunikation in Europa im 18. und 19. Jahrhundert. Shaker Verlag, Aachen 2009, S. 7–38 (= Europäische Wissenschaftsbeziehungen, 1).
- Gesundheit, Krankheit, Therapie. Friedrich Hölderlin im Kontext der Medizin und Philosophie um 1800. In: Annuario Filosofico, 2010/2011, Band 26, S. 175–207.
- Medizin in Romantik und Idealismus: Gesundheit und Krankheit in Leib und Seele, Natur und Kultur. 4 Bände. Stuttgart-Bad Cannstatt: Frommann-Holzboog, 2023.
- Dietrich von Engelhardt schrieb zahlreiche Artikel für das Biographisch-Bibliographische Kirchenlexikon (BBKL).